# 싱가포르의 선임장관
싱가포르의 선임장관(Senior Minister of Singapore), 중국어식 명칭 국무자정(国务资政)은 싱가포르 내각의 관직 중 하나이다. 이 관직을 지낸 사람은 이전에 싱가포르의 총리 혹은 부총리를 역임했다. 싱가포르 내 행정기관 각료상 총리, 부총리에 이은 3번째 서순이다. 선임장관은 싱가포르 총리공서의 일원으로 이스타나 왕궁에 근무하고 있다.

## 역사
싱가포르의 초대 외무장관이었던 S. 라자라트남은 1985년에 신설된 선임장관을 맡았다가 1988년 은퇴했다. 그 이전 1980년부터 1985년까지는 싱가포르의 부총리를 역임했다.
싱가포르의 초대 총리인 리콴유는 1990년 선임장관직에 올라섰고, 총리직에는 고촉통이 올라왔다. 리콴유는 당시 현직 부총리였던 리셴룽과 옹텡청를 넘어 사실상 의전서열 2위로 올라왔다.
2004년에는 고촉통이 리셴룽에게 싱가포르의 총리직을 물려주고 자신이 싱가포르의 선임장관에 올라섰다. 선임장관 시절 고촉통은 의전서열 2위였고, 싱가포르의 내각자정에 올라선 리콴유는 의전서열 3위에 올랐다.
S. 자야쿠마르는 2009년 부총리직을 내려놓고 선임장관이 되었으며 2011년에 정계 은퇴를 선언했다.
2011년 싱가포르 총선 이후 리콴유 내각자정과 고촉통 선임장관은 내각직에서 전부 물러났지만 국회의원직은 유지했다. 고촉통은 명예 선임장관(ESM)이라는 직함을 수락했고, 리콴유도 비슷한 직함을 제안받았지만 거절하고 2015년 3월 23일 사망할 때까지 국회의원직을 유지했다.
2011년 5월 23일부터 2019년 5월 1일까지 싱가포르의 선임장관직은 공석이었다. 이 8년간의 공백 후 테오치히엔과 타르만 샨무가라트남이 싱가포르의 부총리직을 포기한 후 선임장관직에 올라왔다.
2023년 6월 8일, 타르만 샨무가라트남이 2023년 싱가포르 대통령 선거에 출마하겠다는 의사를 표했고, 싱가포르의 대통령은 초당파적 직책이므로 2023년 7월 7일 내각 내 모든 직책과 인민행동당에 탈당하겠다고 밝히면서 선임장관직에 사퇴했다.

## 역대 선임장관 목록
싱가포르의 선임장관은 싱가포르 내각의 일원에 해당한다. 현임 선임장관직은 인민행동당 파시르리스-푼골 집단선거구 소속 의원인 테오치히엔이다.
| 초상화                                | 이름 (생년-사망년)                                                                       | 임명일                                | 사임일                                | 정당                                  | 정당                                  | 내각                                                        |
| ------------------------------------- | ---------------------------------------------------------------------------------------- | ------------------------------------- | ------------------------------------- | ------------------------------------- | ------------------------------------- | ----------------------------------------------------------- |
|                                       | S. 라자라트남 캄퐁글람 의원 (1915–2006)                                                  | 1985년 1월 2일                        | 1988년 9월 13일                       |                                       | PAP                                   | 리콴유 제7내각                                              |
| 공석 1988년 9월 13일-1990년 11월 28일 | 공석 1988년 9월 13일-1990년 11월 28일                                                    | 공석 1988년 9월 13일-1990년 11월 28일 | 공석 1988년 9월 13일-1990년 11월 28일 | 공석 1988년 9월 13일-1990년 11월 28일 | 공석 1988년 9월 13일-1990년 11월 28일 | 리콴유 제8내각                                              |
|                                       | 리콴유 탄종파가르 SMC 의원 (1991년 이전) 탄종파가르 GRC 의원 (1991년 이후) (1923-2015년) | 1990년 11월 28일                      | 2004년 8월 12일                       |                                       | PAP                                   | 고촉통 제1내각 고촉통 제2내각 고촉통 제3내각 고촉통 제4내각 |
|                                       | 고촉통 마린파라데 GRC 의원 (1941년-)                                                     | 2004년 8월 12일                       | 2011년 5월 21일                       |                                       | PAP                                   | 리셴룽 제1내각 리셴룽 제2내각                               |
|                                       | S. 자야쿠마르 이스트코스트 GRC 의원 (1939년-)                                            | 2009년 4월 1일                        | 2011년 5월 21일                       |                                       | PAP                                   | 리셴룽 제2내각                                              |
| 공석 2011년 5월 21일-2019년 5월 1일   | 공석 2011년 5월 21일-2019년 5월 1일                                                      | 공석 2011년 5월 21일-2019년 5월 1일   | 공석 2011년 5월 21일-2019년 5월 1일   | 공석 2011년 5월 21일-2019년 5월 1일   | 공석 2011년 5월 21일-2019년 5월 1일   | 리셴룽 제3내각 리셴룽 제4내각                               |
|                                       | 타르만 샨무가라트남 주롱 GRC 의원 (1957년-)                                              | 2019년 5월 1일                        | 2023년 7월 7일                        |                                       | PAP                                   | 리셴룽 제4내각 리셴룽 제5내각                               |
|                                       | 테오치히엔 파시르리스-푼골 GRC 의원 (1954년-)                                            | 2019년 5월 1일                        | 현직                                  |                                       | PAP                                   | 리셴룽 제4내각 리셴룽 제5내각 로런스 웡 내각                |
|                                       | 리셴룽 앙모키오 GRC 의원 (1952년~)                                                       | 2024년 5월 15일                       | 현직                                  |                                       | PAP                                   | 로런스 웡 내각                                              |

## 같이 보기
- 싱가포르의 총리
- 싱가포르 총리공서
- 싱가포르의 부총리
- 싱가포르의 내각자정